# Midintsi
Midintsi (en macédonien Мидинци) est un village de l'ouest de la Macédoine du Nord, situé dans la municipalité de Kitchevo. Le village comptait 33 habitants en 2002.

## Démographie
Lors du recensement de 2002, le village comptait :
- Macédoniens : 31
- Autres : 2